# 尉諾
尉諾（？—？），胡姓尉遲氏，胡名诺各真，代人，北魏官员。

## 生平
尉諾是北魏束州侯尉古真的弟弟，年少之時侍從道武帝拓跋珪左右，以忠心謹慎著稱，皇始二年（397年）拓跋珪率軍圍攻後燕首都中山，尉諾率先登上城牆，因此傷其一眼，拓跋珪感嘆說：「尉古真、尉諾兄弟都損失一隻眼睛，並且以此建立功效，實在可以嘉獎。」於是待遇榮寵，任命為安東將軍，封安樂子。天興五年（402年）後秦義陽公姚平領軍來犯攻打平陽，尉諾隨軍征討，後拜國部大人。
明元帝即位後，尉諾擔任幽州刺史，加軍號東統將軍，泰常三年（418年）之時，北魏發動對北燕的攻擊，命令長孫道生和李先、奚觀領兩萬名精騎攻打北燕，又令尉諾與延普自幽州領兵進軍遼西，牽制北燕並壯大主軍聲勢。後轉軍號寧東將軍，陞爵武陵公。尉諾在幽州之時能行仁政，百姓與官吏皆感念他，太武帝之時，薊縣人張廣達等兩百多人，赴京師請還尉諾，於是又被任命為幽州刺史、安東將軍、改封遼西公。當時幽、燕之地久經戰亂，民戶離散，尉諾在州前後共數十年，重返故土的百姓多達萬餘家，延和年間（432年－434年）過世。

## 家庭

### 兄弟
- 尉古真，鸿飞将军、定州刺史、束州侯
- 尉太真，平南将军、相州刺史

### 子女
- 尉眷，北魏侍中、太尉、渔阳庄王
- 尉地干，北魏散骑常侍、左光禄大夫、库部尚书、兼领侍辇郎、燕郡惠公
- 尉侯头，北魏库部尚书、乐陵公[1]
- 尉力斤，北魏冠军将军、并州刺史、晋阳侯
- 尉焉陈，北魏尚书、安乐侯
- 尉欢，第八子，北魏辽西公